# Bølling Sø
Bølling Sø er en genskabt sø mellem Engesvang sogn, Ikast-Brande Kommune og Funder og Kragelund sogne i Silkeborg Kommune i Midtjylland. Søen, der har en overflade på 360 hektar blev genskabt i 2004 – 2005 på vandskellet vest for Silkeborg. Projektet havde stået på i 15 år, da det officielt blev indviet 8. maj 2005.
Der var en sø på stedet indtil den blev tørlagt i 1870'erne i forsøget på at få mere landbrugsjord. Det lykkedes nu aldrig at få området særligt tørt, men det store moseområde blev stærkt udnyttet til tørvegravning, især omkring første verdenskrig og anden verdenskrig. Ved tørlægningen af søen i 1870'erne blev gjort en række fund af aflejringer, som har langt navn til tidsperioden Bøllingtid fra ca. 12.800-11.800 f.Kr. Bjældskovdal er navnet på et moseområde ved østsiden af Bølling Sø, her blev Tollundmanden fundet.
Siden tørvegravningen helt stoppede omkring 1970, har der været talt om at genskabe Bølling Sø af rekreative grunde. Efter mange, mange års politisk debat og miljøundersøgelser blev der lavet en fredningskendelse om opstemning af en sø på 360 hektar i et fredet naturområde på i alt 850 hektar.
I august 2004 blev afvandingskanalen dækket til og i løbet af blot et halvt år nåede vandoverfladen op til den planlagte højde, som er 67,25 meter over havets overflade.
Søen er meget lavvandet – maksimalt tre meter. Der er overhovedet ikke tilløb, og der er intet intensivt landbrug i nærheden, så der er ingen tilførsel af næringsstoffer. Siden søens genskabelse har der været et meget rigt fugleliv.
Søen har afløb mod nordvest og er begyndelsen på Karup Å, men i den anden ende af søen siver vand ud i Funder Å, som løber ud i Gudenå ved Silkeborg.
Det er Naturstyrelsens lokale enhed Søhøjlandet der administrerer området.
- Bjældskovdal. Tollundmandens findested ved østsiden af Bøllingsø
- Bøllingsø med is i februar 2018; set mod øst
- Bøllingsø sydøstenden set mod sydvest